# Torneo de Bad Homburg 2024
El Bad Homburg Open 2024 fue un torneo de tenis jugado en canchas de césped al aire libre. Fue un torneo que perteneció a la categoría WTA 500 en el WTA Tour, fue la 4.ª edición del evento. El evento tuvo lugar en el TC Bad Homburg en Bad Homburg del 23 de junio al 29 de junio.

## Cabezas de serie

### Individuales femenino
| Tenista               | Ranking | Preclasificada |
| Maria Sakkari         | 9       | 1              |
| Liudmila Samsonova    | 15      | 2              |
| Ekaterina Alexandrova | 16      | 3              |
| Emma Navarro          | 18      | 4              |
| Victoria Azarenka     | 19      | 5              |
| Beatriz Haddad Maia   | 20      | 6              |
| Elina Svitolina       | 21      | 7              |
| Mirra Andreeva        | 23      | 8              |

- Ranking del 10 de junio de 2024.[2]

### Dobles femenino
| Tenista                            | Ranking | Preclasificada |
| Nicole Melichar Ellen Perez        | 18      | 1              |
| Kateřina Siniaková Taylor Townsend | 29      | 2              |
| Giuliana Olmos Alexandra Panova    | 65      | 3              |
| Eri Hozumi Sara Sorribes           | 69      | 4              |

## Campeones

### Individual femenino
Diana Shnaider venció a  Donna Vekić por 6-3, 2-6, 6-3

### Dobles femenino
Nicole Melichar /  Ellen Perez vencieron a  Chan Hao-ching /  Veronika Kudermetova por 4-6, 6-3, [10-8]